# Cymbidium devonianum
Cymbidium devonianum је врста орхидеја из рода Cymbidium и породице Orchidaceae. Природно станиште је источни Непал и Кина покраина Јунан. Нису наведене подврсте у бази Catalogue of Life.